# Азадовський Костянтин Маркович
Костянти́н Ма́ркович Азадо́вський (рос. Константин Маркович Азадовский, нар. 14 вересня 1941, Ленінград, РРФСР) — російський літературознавець. Син Марка Азадовського.

## Біографія
Народився в родині Марка Костянтиновича Азадовського та Лідії Володимирівни (уродженої Брун).
У березні 1942 року сім'я евакуювалася в Іркутськ на батьківщину Марка Азадовского та повернулася в 1945 році.
В 1958 Костянтин поступив на філологічний факультет Ленінградського університету, активно займався перекладами німецьких поетів та публікувався у пресі. В 1963 році закінчив ВНЗ з відзнакою (дипломна робота по творчості Франца Грільпарцера), а з 1964 по 1969 роки навчався на вечірньому відділенні історичного факультету, захистив диплом на тему «Проблема пейзажу в живописі німецького романтизму».
Викладав іноземні мови в інститутах Ленінграда та Петрозаводська. З 1967 по 1969 роки писав дисертаційну роботу по творчості Франца Грільпарцера. Проте захистити дисертацію не встиг, оскільки був притягнутий як свідок у справі Юхима Славинського, якого звинувачували в зберіганні наркотиків. Азадовський відмовився свідчити проти Славинського і був змушений виїхати з Ленінграда до Петрозаводська. Дисертацію захистив в 1971 році.
До 1980 року працював завідувачем кафедри іноземних мов Ленінградського вищого художньо-промислового училища імені В. І. Мухіної.
Згідно з документами КДБ, "у вересні 1978 року в відношенні Азадовского було заведено справу ДОР «Азеф» з забарвленням «антирадянська агітація та пропаганда з висловлюваннями ревізіоністського характеру».
В 1980 році КДБ, використовуючи «причетність» Азадовського до «справи Славинського», порушив справу про зберігання наркотиків вже проти Костянтина. Він був заарештований та засуджений за сфабрикованим звинуваченням (наркотики були підкинуті під час обшуку), відбув два роки в таборі в Магаданській області. Одночасно з Азадовським за тим же обвинуваченням на півтора року ув'язнення була засуджена його дружина Світлана.
Реабілітований у 1989 році, а 1993 року Комісія з реабілітації Верховної Ради Росії визнала Азадовського репресованим з політичних мотивів. Світлана Азадовська реабілітована постановою Президії Санкт-Петербурзького міського суду від 1 червня 1993 року, а 1998 року постановою того ж суду також визнана жертвою політичних репресій.
З 1981 року Костянтин Азадовський є членом Міжнародного товариства Р. М. Рільке, швейцарського та західнонімецького відділень міжнародного ПЕН-клубу. З 1992 року — член-кореспондент Німецької академії мови та літератури (Дармштадт). З 1999 року — голова Виконкому Санкт-Петербурзького ПЕН-клубу. Нагороджений офіцерським хрестом ордена «За заслуги перед Федеративною Республікою Німеччина» (2011).

## Наукові досягнення
Автор ряду наукових робіт та публікацій з германістики (особливо по творчості Р. М. Рільке), русистики (поети Срібного століття, особливо Костянтин Бальмонт та Микола Клюєв), російсько-європейським літературним зв'язкам.
Член редколегій журналів «Зірка» та «Новий літературний огляд». Голова журі Букерівської премії 1999 року.

## Політичні погляди
У березні 2014 року, після російської інтервенції в Україну, разом з рядом інших відомих діячів науки і культури Росії висловив свою незгоду з політикою російської влади в Криму. Свою позицію вони виклали у відкритому листі
У травні 2018 приєднався до заяви російських літераторів на захист українського режисера Олега Сенцова, незаконно засудженого у РФ.

## Вибрана бібліографія
- Бальмонт и Япония. М.: Наука, Главная редакция восточной литературы, 1991 (в соавторстве с Е.М.Дьяконовой)
- Жизнь Николая Клюева. СПб.: Изд-во журнала «Звезда», 2002
- История одной фальсификации. М.: РОССПЭН, 2011 (в соавторстве с Лидией Азадовской)

## Нагороди
- Лауреат премії ім. Ф. Гундольфа Німецької академії мови та літератури (1989)
- Лауреат премії Австрійського міністерства культури та мистецтва (1991)
- Лауреат заохочувальної премії фонду Олександра фон Гумбольдта (Німеччина) (1995)
- Орден «За заслуги перед Федеративною Республікою Німеччина» (2011)
- Лауреат Міжнародної премії імені Є. Г. Еткінда (2012)